# Georg Bock (Ingenieur)
Georg Joachim Bock (* 18. April 1894 in Winterbek; † 30. Juli 1970 in Dresden) war ein deutscher Ingenieur und Hochschullehrer.

## Leben
Nach dem Schulbesuch 1914 an der Oberrealschule in Kiel wurde er zum Kriegsdienst einberufen und geriet gegen Kriegsende in Gefangenschaft. Nach seiner Entlassung war er zunächst an der Germania-Werft tätig, ab 1921 studierte er Maschinenbau an der Technischen Hochschule Karlsruhe, wo er 1924 den Abschluss als Diplom-Ingenieur erwarb. 1945 wurde er Direktor der Gaswerke Dresden. 1951 erhielt er von der Technischen Universität Dresden einen Lehrauftrag und 1960 eine Titular-Professur mit Lehrauftrag für Gastechnik am Wärmewirtschaftlichen Institut. Von 1955 bis zum Erreichen des Rentenalters 1959 war er Technischer Direktor des VEB Gasversorgung Dresden. 1960 ging er auch als Lehrkraft in den Ruhestand. Er war spezialisiert auf Gastechnik, deren Erzeugung, Anwendung und Verteilung.
Bock starb 1970 und wurde auf dem Johannisfriedhof Tolkewitz beigesetzt.